# Associazione islamica bangladese
L'Associazione islamica bangladese (Jamaat-e-Islami Bangladesh, o semplicemente Jamaat) è un partito politico del Bangladesh.
Il Jamaat Islam venne fondato nel 1941, prima della divisione dell'India, da Syed Abu l-A'la Maududi. La Jamaat si oppose alla divisione del Pakistan dall'India. Dopo la divisione del sub-continente indiano fra Pakistan e India, Maulana Maududi si portò nel Pakistan Occidentale (l'odierno Pakistan), ed il partito si divise in due tronconi, uno per il Pakistan Occidentale ed uno per il Pakistan Orientale (l'odierno Bangladesh). 
Nel 1971, la Jamaat si oppose alla guerra di liberazione del Bangladesh dal Pakistan. La Jamaat venne bandita dalla vita politica con la vittoria del Mukti Bahini, il movimento di liberazione bengalese. Il partito venne riabilitato solo nel 1978. Del resto, la Jamaat fu esclusa dalla vita politica anche per il periodo tra il 1983 ed il 1990, a causa del regime militare di Hossain Mohammad Ershad del Partito Nazionale (Bangladesh). 
Alle elezioni politiche del 2001, la Jamaat ottenne il 4,28% dei voti, elesse 17 deputati ed entrò a far parte del nuovo governo con il Partito Nazionalista del Bangladesh, nazional-conservatori. Alle elezioni politiche del 2008 la Jamaat ottenne 5 seggi su 300. Nel 2010 il governo, a guida AL, permise che il Tribunale Penale Internazionale perseguisse i crimini perpetrati durante la guerra del 1971. Nel 2012 tre leader della Jamaat sono stati condannati. La reazione della Jamaat provocò protesta in tutto il Paese. 
Nel 2013 la Suprema Corte del Bangladesh cancellò la registrazione della Jamaat in quanto contraria all'indipendenza del Bangladesh.
Con l'ondata della Rivoluzione di luglio, il regime di Sheikh Hasina ha bandito completamente il partito il 1° agosto 2024 per reprimere l'opposizione. Tuttavia, dopo la caduta di Sheikh Hasina, la decisione è stata annullata il 28 agosto dal governo ad interim di Muhammad Yunus.